# Clearwater, Minnesota
Clearwater är en ort i Stearns County, och Wright County, i Minnesota. Vid 2010 års folkräkning hade Clearwater 1 735 invånare.